# Liste der Monuments historiques in Mangiennes
Die Liste der Monuments historiques in Mangiennes führt die Monuments historiques in der französischen Gemeinde Mangiennes auf.

## Liste der Objekte
| Bezeichnung | Beschreibung                                                                                            | Standort                     | Kennzeichnung | Schutzstatus | Datum | Bild |
| ----------- | --- | ---------------------------- | ------------- | ------------ | ----- | ---- |
| Hauptaltar  | Altartisch, Retabel und drei Skulpturen; Holz, farbig gefasst und vergoldet, Mitte des 18. Jahrhunderts | in der Kirche St-Rémi (Lage) | PM55001174    | Classé       | 1996  |      |